# Luftangriff bei Garani

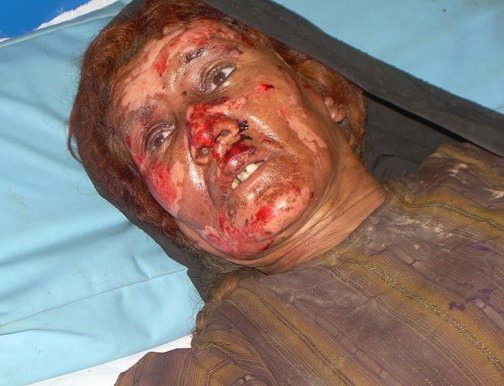
Ein Opfer im Krankenhaus in Farah

Der Luftangriff bei Garani bezeichnet mehrere am 4. Mai 2009 von der US-Luftwaffe durchgeführte Luftangriffe, bei denen zwischen 86 und 145 Menschen ums Leben kamen.

## Der Luftschlag
Am 4. Mai 2009 flog die US-Luftwaffe auf Anforderung Luftangriffe gegen die Ortschaft Garani in der Provinz Farah im Westen Afghanistans. Das Ziel der Angriffe waren Stellungen der Taliban. An dem mehrere Stunden dauernden Angriff nahmen insgesamt drei F18-Kampfjets und später ein B1-Bomber teil.
Eine genauere Aufklärung, ob sich Zivilpersonen in den Zielgebäuden befanden, hatte es nicht gegeben. Über die Zahl der Opfer gibt es unterschiedliche Angaben. Laut der afghanischen Regierung kamen 140 Menschen, darunter Frauen und Kinder, durch das Bombardement um.
Andere Schätzungen reichen von 86 Toten bis 145 Toten. Eine frühe Schätzung der US-Militärs sprach von 20–30 toten Zivilisten und 60–65 getöteten Aufständischen. Später räumten die Amerikaner eigene Fehler ein und gaben an, dass sie anwesende Zivilisten nicht erkannten.
Nach dem Vorfall forderte Präsident Hamid Karzai die USA auf, weitere Luftangriffe in Afghanistan zu unterlassen. US-Außenministerin Hillary Clinton entschuldigte sich für den Vorfall. Nachdem Julian Assange im Juni 2010 die Veröffentlichung des Bord-Videos angekündigt hatte, behauptete er 2013, dass Daniel Domscheit-Berg das Video von Wikileaks entwendet habe.
Die Angehörigen der Opfer erhielten Entschädigungszahlungen. Der Fotoreporter Guy Smallman besuchte als einziger westlicher Journalist einige Wochen später das Dorf in dem von Taliban kontrollierten Gebiet.